# Victor Nussenzweig
Victor Nussenzweig (* 11. Februar 1928 in São Paulo; † 10. August 2025) war ein brasilianischer Parasitologe. Er leistete entscheidende Beiträge in der Malaria-Forschung und lehrte an der New York University.

## Werdegang
Victor Nussenzweig wurde 1928 in São Paulo geboren und begann Ende der 1940er Jahre an der dortigen Universidade de São Paulo Medizin zu studieren. Dabei lernte er seine spätere Ehefrau und Forschungspartnerin Ruth Sonntag Nussenzweig kennen, die 1939 mit ihren Eltern aus dem nationalsozialistischen Österreich geflohen war. Gemeinsam wandten sie sich unter der Leitung von Professor Samuel Pessoa der Parasitologie zu und erforschten vorerst die Chagas-Krankheit, wobei sie entdeckten, dass Gentianaviolett den Erreger Trypanosoma cruzi abtötet. Victor Nussenzweig beendete sein Medizinstudium 1953, wurde fünf Jahre später promoviert und war anschließend als Assistenzprofessor an der Universidade de São Paulo tätig. Unterbrochen wurde seine Tätigkeit in São Paulo nur von einem von 1958 bis 1960 andauernden Forschungsaufenthalt in Paris.
1963 begannen Nussenzweig und seine Frau einen weiteren Forschungsaufenthalt an der New York University in den Vereinigten Staaten. Aufgrund des Militärputsches in ihrem Heimatland im Jahr darauf kehrte das Paar allerdings nicht wieder dauerhaft nach Brasilien zurück, sondern forschte und lehrte fortan in New York. 1965 wurden beide zu Assistenzprofessoren an der NYU ernannt, forschten allerdings in der Folge erstmals an unterschiedlichen Themengebieten. Victor Nussenzweig befasste sich mit dem Komplementsystem, schloss sich aber wenig später seiner Frau an, die sich mit Malaria beschäftigte. 1971 wurde er ordentlicher Professor, ehe er 1987 zum Hermann M. Biggs Professor of Preventive Medicine ernannt wurde. Diese Position hatte er auch nach seiner Emeritierung an der New York University inne.

## Wissenschaftliches Schaffen
Den Großteil seiner wissenschaftlichen Laufbahn beschäftigte sich Victor Nussenzweig mit der Erforschung von Malaria, insbesondere mit der Entwicklung eines potentiellen Impfstoffes gegen die Erkrankung. Dazu studierte er gemeinsam mit seiner Frau vor allem die Biologie der Plasmodien, der Erreger von Malaria. Im Jahre 1980 entdeckte das Paar ein Protein auf den Sporozoiten der Plasmodien, das den Namen Circumsporozoite Protein (CSP) erhielt. Nach Klonierung und Sequenzierung des Proteins führte es zu einer Reihe von Fortschritten in der Malaria-Forschung und ebnete den Weg zu RTS,S, einem der ersten Impfstoffe. RTS,S nutzt das von den Nussenzweigs entdeckte Protein als Antigen bei der Impfung. Ferner befasste sich Nussenzweig mit der Immunantwort des Menschen auf die Plasmodien, beispielsweise der Wirkung von Interferon-γ sezernierenden T-Lymphozyten in der Leber.

## Ehrungen
1985 gewann Nussenzweig gemeinsam mit seiner Frau den Carlos-J.-Finlay-Preis für herausragende Leistungen auf dem Gebiet der Mikrobiologie. Zudem wurde er 1993 mit der Ehrendoktorwürde der Universidad de Chile geehrt. 1998 wurde er in die Brasilianische Akademie der Wissenschaften (Academia Brasileira de Ciências) gewählt und ihm das Großkreuz des Ordem Nacional do Mérito Científico verliehen, 2002 wurde er in die American Academy of Arts and Sciences aufgenommen. 2015 erhielt er wiederum gemeinsam mit seiner Ehefrau den Warren Alpert Foundation Prize.

## Familie
Er hatte zwei Brüder, darunter Herch Moysés Nussenzveig (1933–2022), einen brasilianischen theoretischen Physiker. Mit seiner Frau Ruth Sonntag Nussenzweig hatte Victor Nussenzweig drei Kinder, die allesamt dem wissenschaftlichen Vorbild ihrer Eltern folgten: die Mediziner Michel C. Nussenzweig und Andre Nussenzweig sowie die Anthropologin Sonia Nussenzweig.